# Punta de Vacas
Punta De Vacas, qui signifie « pointe des vaches », est un village de la province de Mendoza, en Argentine, situé entre Mendoza et Puente del Inca (en), non loin de la frontière avec le Chili. 
Le village était autrefois desservie par le chemin de fer transandin, aujourd'hui désaffecté, qui reliait Mendoza en Argentine à Los Andes au Chili.
Il constitue l'un des accès au Parc provincial de l'Aconcagua et aux routes d'ascension vers l'Aconcagua.
Selon le recensement INDEC de 2001, Punta de Vacas compte une population de 47 habitants.

## Histoire
Malgré sa petite taille et sa population réduite, le village est le lieu de l'un des premiers discours publics de Mario Rodríguez Cobos, dit Silo, La guérison de la souffrance, le 4 mai 1969. Ce site est maintenant un parc où les adeptes de Silo se réunissent de temps en temps pour étudier et réfléchir.